# Macedoni in Italia
I macedoni in Italia sono una comunità migrante di 67 969 persone proveniente dalla Macedonia del Nord e presente da circa due decenni in Italia, prevalentemente nell'Italia settentrionale e centrale.
Arrivati in Italia a partire dagli anni '90 del Novecento, i macedoni hanno occupato alcuni nicchie artigianali in cui l'offerta di lavoro italiana scarseggiava (pastori, lavoratori del marmo, fabbri, muratori, carpentieri, imbianchini). Come tali, hanno cercato residenza in centri minori anziché nelle città principali. Si sono così create delle relazioni point-to-point tra città italiane e macedoni, come tra Piacenza e Strumica.
Oltre a Piacenza, i macedoni in Italia sono particolarmente presenti in Veneto (19.870 persone alla fine del 2010, 7686 solo nella provincia di Treviso), Piemonte (provincia di Asti) e Trentino - Alto Adige (Provincia di Trento).
All'interno della diaspora macedone in Italia una componente importante è data dal gruppo etnico degli albanesi di Macedonia. Per tale ragione la comunità macedone in Italia è spesso integrata e considerata un tutt'uno culturalmente con le comunità degli albanesi in Italia e kosovari in Italia. In varie comunità d'origine della Macedonia del Nord occidentale la lingua italiana è ormai diffusa (e talvolta persino la lingua veneta).
Un altro gruppo di macedoni in Italia è quello della minoranza dei torbeshi (slavi musulmani della Macedonia), affini a pomacchi e gorani. In forma minoritaria sono presenti anche i turchi di Macedonia, perlopiù originari della regione di Rostuše e Kosovrasti eresidenti principalmente in Veneto. 
Gli emigranti (pechalbari in lingua macedone) tornano abitualmente ai villaggi della regione di origine durante l'estate, anche per festeggiare matrimoni e altre feste familiari.
Parecchi membri della comunità macedone in Italia sono in possesso di una seconda cittadinanza bulgara, specialmente i macedoni ortodossi della Macedonia orientale, e come cittadini UE godono di libertà di movimento e stabilimento in Italia.
Curioso è il caso di Monterotondo marittimo (GR), in cui i provenienti dalla macedonia del Nord (261 al 1 gennaio 2023) rappresentano circa il 20% degli abitanti

## Demografia
Macedoni in Italia

A differenza di altre comunità migranti in Italia, quella macedone non è concentrata nelle più grandi città quanto in una serie di centri minori del centro-nord italia:
1. Piacenza 2 039	(soprattutto in provenienza da Strumica)
2. Roma 1 861
3. Venezia 1 472
4. Ravenna 1 252
5. Canelli	877
6. Rimini		679
7. L'Aquila	673
8. Pisa		595
9. Nizza Monferrato	581
10. Foligno	549
11. Merano		510
12. Forlì		499
13. Vittorio Veneto	415
14. Fabriano	384
15. Trento		374
16. Trieste	363
17. Bolzano	358
18. San Zenone degli Ezzelini	356
19. Feltre		350
20. Macerata	350
21. Alba       291